# Бизнис
Бизнис (познат и као предузеће или фирма), организација је која учествује у трговини добрима, услугама или оба са потрошачем. Бизнис је доминантан у капиталистичким економијама, где већину поседују приватници и обезбеђује добра и услуге муштеријама ради постизања профита.. То је такође „свака активност или предузеће у које се улази ради профита.” Бизнис такође може бити непрофитан или у државном власништву. Бизнис који поседује више различитих појединаца односи се на предузеће, иако термин има одређеније значење.
Етимологија речи бизнис потиче од стања бити заузет (енгл. being busy) и односи се на комерцијално одржив профитабилан посао. Термин бизнис има најмање три примене, у зависности од опсега у којем се користи. Бизнис може да означава одређену организацију, док се уопштенија примена односи на одређени тржишни сектор, нпр. музички бизнис. Спојени облици, као што су агрибизнис представља подскупове ширег значења речи, која обухвата све активности свих снабдевача добрима и услугама.
Поседовање пословног имена не одваја привредни субјекат од власника, што значи да је власник предузећа одговоран и подложан дуговима насталим у пословању. Ако се предузеће задужи, повериоци могу да крену на личну имовину власника. Пословна структура не дозвољава стопе корпоративног пореза. Власник се лично опорезује на сав приход од пословања.

## Облици
Облици власништва предузећа разликују се у зависности од јурисдикције, али постоји неколико заједничких ентитета:
- Самостално предузеће, познато и као самостални трговац, у власништву је једне особе и послује у њихову корист. Власник сам води посао и може изнајмити запослене. Самостални предузетник има неограничену одговорност за све обавезе које настану у пословању, било по основу оперативних трошкова или пресуда против пословања. Сва имовина пословања припада самосталном власнику, укључујући, на пример, компјутерску инфраструктуру, било који инвентар, производну опрему или малопродајну опрему, као и било коју непокретну имовину у власништву појединачног власника.
- Партнерство је посао у власништву двоје или више људи. У већини облика партнерства, сваки партнер има неограничену одговорност за дугове настале у пословању. Три најчешћа типа профитних партнерстава су генерална партнерства, ограничена партнерства и партнерства са ограниченом одговорношћу.[9]
- Власници корпорација имају ограничену одговорност и предузеће има посебан правни субјективитет од својих власника. Корпорације могу бити у државном или приватном власништву, и могу се организовати за профит или као непрофитне организације. Профитна корпорација у приватном власништву је у власништву њених акционара, који бирају одбор директора који ће управљати корпорацијом и ангажовати њено руководеће особље. Профитна корпорација у приватном власништву може бити у приватном власништву мале групе појединаца или у јавном власништву, са акцијама којима се јавно тргује на берзи.
- Задруга је предузеће са ограниченом одговорношћу које се може организовати као профитно или непрофитно. Задруга се разликује од корпорације по томе што има чланове, а не акционаре, и они деле овлашћења у доношењу одлука. Задруге се обично класификују или као потрошачке задруге или као радничке задруге. Задруге су фундаменталне за идеологију економске демократије.
- Друштва са ограниченом одговорношћу (ДОО) и друге специфичне врсте пословних организација штите своје власнике или акционаре од пословног неуспеха тако што послују под посебним правним лицем уз одређене законске заштите. Насупрот томе, опште партнерство или особе које раде самостално обично нису толико заштићене.[10]
- Франшиза је систем у којем предузетници купују права да отворе и воде посао од веће корпорације.[11] Франшизе су широко распрострањене у Сједињеним Државама и представљају велику економску моћ. Једно од дванаест малопродајних предузећа у Сједињеним Државама има франшизу, а 8 милиона људи је запослено у франшизном послу.[12]
- Компанија са ограниченом гаранцијом се обично користи када се компаније оснивају у некомерцијалне сврхе, као што су клубови или добротворне организације. Чланови гарантују исплату одређених (обично номиналних) износа ако друштво иде у стечајну ликвидацију, али у супротном немају имовинска права у односу на друштво. Ова врста компаније је уобичајена у Енглеској. Друштво са ограниченом гаранцијом може бити са или без акцијског капитала.
- Друштво ограничено на акције је најчешћи облик компаније који се користи за пословне подухвате. Конкретно, друштво са ограниченом одговорношћу је „компанија у којој је одговорност сваког акционара ограничена на износ појединачно уложеног“ при чему су корпорације „најчешћи пример друштва са ограниченом одговорношћу“.[13] Ова врста компаније је уобичајена у Енглеској и у многим земљама енглеског говорног подручја. Друштво ограничено на акције може бити: јавно трговано предузеће или приватно предузеће
- Компанија са ограниченом гаранцијом са акционарским капиталом је хибридни ентитет, који се обично користи када се компанија формира у некомерцијалне сврхе, али активности компаније делимично финансирају инвеститори који очекују повраћај. Ова врста компанија се практично више не оснива у УК, иако закон и даље има одредбе за њихово постојање.[14]
- Неограничено друштво са или без основног капитала: Хибридни ентитет, компанија у којој одговорност чланова или акционара за дугове (ако их има) компаније није ограничена. У овом случају, доктрина вела инкорпорације се не примењује.

Мање уобичајене врсте компанија су:
- Већина корпорација на основу патента су само корпорације, а не компаније како се тај термин обично разуме данас.
- Чартер корпорације су биле једине врсте компанија пре доношења модерног законодавства о компанијама. Сада су релативно ретке, осим веома старих компанија које још увек опстају (којих још увек има много, посебно много британских банака), или модерних друштава која испуњавају квазирегулаторну функцију (на пример, Банка Енглеске је корпорација која је формирана савременом повељом).
- Статутарна друштва, која су релативно ретка данас, су поједина предузећа формирана приватним статутом донетим у релевантној јурисдикцији.

Треба имати на уму да „Ltd након имена компаније означава друштво са ограниченом одговорношћу, а PLC (јавно друштво са ограниченом одговорношћу) означава да су његове акције широко распрострањене.“